# 藤子不二雄Ⓐ
藤子不二雄Ⓐ（1934年3月10日—2022年4月7日），本名安孫子素雄（日语：／ Abiko Motoo），日本漫画家，是一位素食主義者。曾经与藤本弘（笔名藤子·F·不二雄）长期共用藤子不二雄这一笔名发表作品，其著名作品包含《忍者服部君》、《怪物王子》、《黑色推銷員》。

## 概要
安孙子素雄是一名曹洞宗住持的兒子，出生在富山縣冰見市光禅寺。在小學生時代遷往高岡市居住，并在小學與藤本弘相識。在小學時代就立志為漫畫家。1951年，他於富山縣立高岡高等学校在学中，在《每日小學生新聞》初次亮相。1952年高中畢業後，其伯父鍋島弘藏進入富山新聞社擔任專務，他則在文藝部擔任肖像畫繪畫和採訪報導。1954年，在藤本弘的勸邀之下離開了富山新聞社，和他一起為了成為漫畫家而到東京。与藤本不同的是，安孙子素雄对安定的上班族生活还有一些留戀。此後以《小鬼Q太郎》、《忍者哈特利》、《魔太郎來了！！》等作品成名。1987年他與藤子·F·不二雄因各自的創作風格和步調不同而拆伙。之後他以筆名藤子不二雄Ⓐ活動。
1996年，在藤子·F·不二雄的葬禮上，藤子不二雄Ⓐ被許多記者詢問「是否會接續《哆啦A夢》的執筆？」，藤子不二雄Ⓐ的回應是：「那是我所無法畫出的作品類型。」其後在2008年獲頒旭日章。
安孙子素雄于日本时间2022年4月7日上午8时40分被发现逝世于川崎市自家宅邸内，享寿88岁。

#### 獎項
- 1990年 - 藤本賞・山路文子特別賞受賞(電影《少年時代》)
- 2005年 - 第34回日本漫画家協会賞文部科学大臣賞受賞（全作品）
- 2008年 - 由出生地氷見市頒發榮譽市民之名[7]。
- 2008年 - 旭日小綬章受章
- 2014年 - 第18回手塚治虫文化賞特別賞受賞（漫畫道）

## 作品
安孙子素雄最初從事兒童漫畫，但由於自身興趣，他同時也進行神秘，麻將和賭博為主題的漫畫創作，以及散文漫畫和高爾夫漫畫等，從而產生了廣泛的流派。在1960年代連載《忍者哈特利》、 《呼太君》等內容輕鬆風趣的作品後，在1970年代初期則開始創作帶有黑色幽默色彩的《黑色推銷員》、《魔太郎來了！！》等作品。1970年代後半期，開始創作以類似戲劇為題材的作品如《漫畫道》、《少年時代》。1980年代後，帶有強烈的兒童搞笑漫畫數量則逐漸減少。開始在青年雜誌上寫很多帶有濃厚黑色幽默的作品，晚年主要則撰寫散文為主。

### 代表作

#### 忍者哈特利
《忍者哈特利》主為一名修行的伊賀流少年忍者哈特利甘藏，從伊賀到東京市區，並寄居在三葉家。並在作品描述哈特利與家中獨子健一的友情等，並介紹（或創作）許多忍術的故事，第一期從1964年到1968年在《少年》連載，第二期從1981年到1988年在《快樂快樂月刊》連載，並分別在1981年及2012年改編為電視動畫。
2004年，以香取慎吾主演的真人電影《NIN×NIN 忍者哈特利 THE MOVIE》於院線上映。

#### 怪物王子
《怪物王子》是部描述從怪物島來到人間的不可思議少年、怪物王子和他的隨從吸血鬼、狼人、科學怪人引起各種騷動的搞笑漫画。除了他們以外，也有許多不同的善良怪物登場。因為時常會有和登場的敵人戰鬥的描寫、所以動作場景也相當多。
- 1968-1969年在TBS電視台播映動畫版本，為黑白作品。
- 1980-1982年在朝日電視台播映彩色動畫版。
- 2010年，由大野智主演的真人電視劇在日本電視台週六連續劇播放播出。

#### 職業高爾夫猿猴
《職業高爾夫猿猴》內容描寫主角男孩猿打高爾夫球的故事。並以較為誇張的方式來描寫高爾夫球。在早期階段也曾打算在解釋高爾夫術語的同時向讀者傳達高爾夫的樂趣。該作品在1974～1980年連載於《週刊少年Sunday》（周刊特刊）。此外從1982年到1988年也曾在《快樂快樂月刊》連載，面向年輕人。1999年，新作《猴子》時隔20年首次在《大漫畫》不定期連載。
- 1985-1988年在朝日電視台播映彩色動畫版。

#### 魔太郎來了！！
《魔太郎來了！！》是一部恐怖漫畫，主要為典型的惡霸初中生浦見魔太郎總是在學校被同學霸凌，之後變成帶有邪氣味的少年，開始使用神秘的魔法報復他人的宣洩作品，1972年至1975年在《週刊少年Sunday》連載。

### 推銷員系列

#### 黑色推銷員
《黑色推銷員》（笑ゥせぇるすまん）是一部黑色幽默漫畫，描繪一個能把心中的縫隙填起來、並且讓各種精細的願望經由志願服務給實現、名叫喪黑福造的推銷員，藉由向對應的「客人」提供填補「心中的空隙」的相關服務，以諷刺人類本質愚蠢、軟弱人性的寓言故事。
1968年在小學館《Big Comic》以短篇作品形式連載，1969年至1971年在《漫畫Sunday》雜誌連載。1989年到1992年10月在TBS系節目《Gimme Breaking》中動畫化，1999年由全日本新聞網改編真人電視劇《朝日電視台》，2017年以《黑色推銷員NEW》為名重新製作動畫，並在東京都會電視台播出。

#### 其他推銷員
- 帰ッテキタせぇるすまん
- 踊ルせぇるすまん
- 喪黒福次郎の仕事（喪黒福造の弟として、登場。兄とは別の困った人の手助けをしている）

### 其他代表作

#### 漫畫道
《漫畫道》是藤子不二雄Ⓐ的自傳漫畫。描繪了兩個立志成為漫畫家的男孩，満賀道雄（安孫子素雄）和才野茂（藤本弘）的成長的長篇青春漫畫。1970年至1972年在《周刊少年Champion》連載 、1977年至1982年在《周刊少年王》連載 、1986年至1988年在《藤子不二雄樂園》連載。1995年至2013年在《大漫畫原作雜記》連載。該系列是藤子不二雄Ⓐ系列中最長的連載作品，並在2013年完結。

#### 小鬼Q太郎
小鬼Q太郎是與藤子·F·不二雄合著的漫畫作品，描繪正太拾到的蛋竟然孵出了一隻「小鬼」，名字叫Q太郎。從此，這些小鬼就住在正太的家裏，並展開一段人與小鬼之間幽默溢出的趣劇，該漫畫於1965年至1967年期間連載於《週刊少年Sunday》上。其後1971年，以《新小鬼Q太郎》之名繼續連載，並直至1974年為止。其後，亦有少數短篇發表。
在1965年至1967年、1971年至1972年、1985年至1987年這三段期間，此漫畫亦曾改編成動畫並先後在TBS系、日本電視系和朝日電視系播出。

#### 少年時代
少年時代是作家柏原兵三小說作品《漫漫長路》的漫畫改編版本，描繪在太平洋戰爭期間，從東京撤離的新一與男孩們共度的時光。1978年至1979年在《周刊少年雜誌》連載。1990年由東寶改編電影。井上陽水的代表曲《少年時代》是這部電影的主題曲。

#### 黑色幽默短篇小說
一組以黑色幽默為基礎的短篇集，從1968年的《大笑推銷員》開始。後來昇華成《商会変奇郎》、《影子書海變鬼郎》、《黑色推銷員》等連載作品。

### 其它
- どんぐりくん（1954年 - 1955年、清水春雄代筆）
- どんぐり名探偵（1958年 - 1959年）
- わが名はXくん（1958年 - 1962年）
- 呼太君（日语：フータくん）（1964年 - 1967年、1982年 - 1983年）
- 若野（日语：わかとの）（サンスケ、怪人わかとの）（1964年 - 1965年、1968年）
- 狂人軍（日语：狂人軍）（1969年 - 1970年）
- 仮面太郎（1969年 - 1970年）
- 比利犬（日语：ビリ犬）（1969年、1989年）
- マボロシ変太夫（1971年 - 1972年）
- 無名くん（1971年 - 1976年）
- かっぱのカッポ（1972年 - 1974年）
- 添乗さん（1973年 - 1974年）
- 笹井君（日语：さすらいくん）（1973年 - 1981年）
- 旦ベエ（1974年）
- 大矢治太郎（日语：オヤジ坊太郎）（1975年‐1976年）
- ゲゲゲのゲー(1975年)
- 德古拉小姐（日语：ミス・ドラキュラ）（1975年 - 1980年）
- オレ係長補佐（1975年）
- 超能嬰兒（日语：ウルトラB）（1984年 - 1989年）
- 太陽傘世界的叮噹平平（日语：パラソルヘンべえ）（1989年 - 1991年）
- 德莫金王子（日语：プリンスデモキン）（1991年 - 1999年）（99年再錄）
- ホアー!! 小池さん（1998年 - 2001年）

#### 黑色幽默
- 黑部（日语：黒ベエ）（1969年 - 1970年）
- 夢魔子（日语：藤子不二雄Aの夢魔子）（1970年）
- 喝揚丸勇利商會（日语：喝揚丸ユスリ商会）（1973年）
- 戯れ男（1973年）
- 番外社員（1973年）
- 商会変奇郎（日语：ブラック商会変奇郎）（1976年 - 1977年）
- 憂夢（1991年 - 1995年）
- 切人がきた!!（1994年 - 1996年）

#### 劇畫
- 怪人二十面相（1959年 - 1960年、原作：江戸川乱歩）
- シルバークロス（1960年 - 1963年）
- コルト45（1960年 - 1961年）
- くまんばち作戦（1962年）
- シスコン王子（1963年 - 1964年）
- きえる快速車（1963年、原作：久米みのる）
- 三Z人（日语：スリーZメン）（1964年 - 1965年）
- 忍法十番勝負・二番勝負（1964年）
- 劇画 毛澤東傳（1971年）
- 愛努比托（日语：愛ぬすびと）（1973年）
- 番外社員（日语：番外社員）（1973年）
- 戯れ師（1974年）
- 愛たずねびと（1974年）
- 夢トンネル（1983年 - 1984年）
- プロジェクトPOS-ある事業部の挑戦（1988年）
- タカモリが走る（1988年 - 1991年）
- 爱……在尖叫的时候……満賀道雄的青春（日语：まんが道）（1989年、1990年、1995年 - 2013年）
- 大鏢客（黑澤明電影漫畫化）（1998年）

#### SF
- ロケットくん（1956年 - 1957年）

#### 漫畫散文
- パーマンの日々（1978年 - 1980年）
- 藤子不二雄AのパーマンGOLF LAND（1989年 - 1991年）
- PARMANの日々（1991年 - 1992年）
- 漫画家人生愉快（日语：PARマンの情熱的な日々）（2007年 - 2015年）※2015年12月號休載

## 外部連結
- ドラえもん・鬼滅読まない訳は…藤子Aさん曲折の漫画道（朝日新聞記事2020年12月31日） （页面存档备份，存于） ※インタビュー映像あり。（日語）
- 手塚治虫のトキワ荘時代を掘り下げる企画展が明日開催、藤子不二雄Aのコメントも（コミックナタリー2021年4月6日記事） （页面存档备份，存于）（日語）
- 藤子不二雄（A）的訪談（文春オンライン, 2021年7月7日）
  - #1 （页面存档备份，存于）（日語）
  - #2 （页面存档备份，存于）（日語）